# Axióma
Az axióma olyan kiindulási feltételt jelent (például a filozófia ágaiban, vagy a matematikában), amelyet adottnak veszünk az érvelések során. Az axióma különféle okok miatt nem megkérdőjelezhető, megállapított alaptény, alapigazság.
A szó etimológiája: a latin axioma a görög axióma (άξίωμα) szóból keletkezett, amely szó szerint valami értékeset jelent, az axioun értékesnek tartani igéből, az axios érték, értékes szavakból; rokona a görög agein súlyt mérni, nyomni, hajtani igének (amelyből az angol agent (tényező, ágens, ügynök stb. szó is származik).

## A szó további jelentései
- A sztoikus, és feltételezések szerint [forrás?] az eleai logikában az „axióma” kifejezés megítélhető, tehát vagy igaz, vagy hamis mondatot, azaz egyszerűen egy kijelentést jelentett;
- Eukleidész matematikai tankönyvében, az Elemekben valószínűleg – amint ezt Arisztotelész egy elejtett megjegyzéséből sejtjük – olyan állítást jelentett, "melynek igazságában épeszű ember nem kételkedhetik", vagyis alapigazságot (ellentétben a posztulátummal [aminek magyar megfelelője körülbelül "munkahipotézis"], ami olyan filozófiai vagy matematikai állítás, mely igazából vitatható, de a szerző igaznak tartja és elfogadja mint kiindulópontot – ezt tehát akkor olyan értelemben használták, mint ma az axióma szót);
- Néha azonban a posztulátum kifejezés helyett is axiómát mondanak, bár ez igazából nem szerencsés;
- A formalista matematikusok és -filozófusok szerint az axióma olyan, formális nyelven felírt állítást jelent, melyből egy elmélet valamennyi eredménye levezethető, és ez esetben teljesen lényegtelen, hogy az axiómákat támogatja-e a tapasztalat, az intuíció vagy bármilyen más "kognitív" megerősítés. A matematikai struktúrákat (legismertebbek e körben talán az absztrakt algebrai axiómarendszerek, pl. csoportaxiómák) megalapozó axiómarendszerek mind ebbe a körbe tartoznak, szerepük „pusztán” arra korlátozódik, hogy az illető fogalmak ún. kontextuális definícióját adják.
- Más filozófusok szerint az axiómák a valóságnak intuíciónk vagy tapasztalásunk szempontjából valamiképp elsődleges, "legegyszerűbb" vagy "legnyilvánvalóbb" igazságait, összefüggéseit leíró állítások, alapigazságok.

Az axiómarendszer axiómák csoportja, mely egy elmélet logikai felépítésénél használatos.

## Az axiómarendszerekkel szemben támasztott három alapkövetelmény
- a teljesség,
- az ellentmondásmentesség és az
- egyes axiómák függetlensége.

Egy axiómarendszert akkor nevezünk teljesnek, ha a ráépülő elmélet minden igaz állítása logikailag levezethető az axiómákból (vagy azok következményeiből). Ellentmondásmentes, ha bármely két, az axiómákból logikailag levezethető állítás nem mond ellent egymásnak. Végül független, ha semelyik axiómát nem lehet a többiből levezetni.
Másik megközelítésben egy axióma legyen:
- Egyszerű
- Ellentmondásmentes
- Másra vissza nem vezethető

## Példák axiómára
1. Két ponton át csak egyetlenegy egyenes húzható.
Giuseppe Peano (1858-1932) nevét viselik a természetes számokra vonatkozó, az aritmetika axiomatikus alapjait képező Peano-féle axiómák. Három olyan fogalmat választott ki, amelyeket nem definiált (primitív fogalmak): a nulla, a nem negatív egész szám és az “azt követő” fogalmakat. Így a szimbólumokkal is leírható - és ez Peanónál lényeges szempont - Peano-féle öt axióma a következő: 1. A nulla szám. 2. Ha a szám, akkor az azt követő is szám. 3. A nulla nem követi egyik számot sem. 4. Ha két szám ugyanazt a számot követi, akkor azok egyenlők. 5. Ha az S halmaz tartalmazza a nullát és az S minden számának a következőjét, akkor minden szám az S-ben van.